# Timandra effusaria
Timandra effusaria là một loài bướm đêm trong họ Geometridae.